# Universidad Alonso de Ovalle
La Universidad Alonso de Ovalle fue una universidad privada chilena con sede en Santiago.
En la primera mitad de la década de 1990 fue dirigida por el abogado Alberto Naudon del Río, quien ejercía como rector y presidente del directorio de la casa de estudios. En 1996 fue comprada por los Legionarios de Cristo, y renombrada Universidad Francisco de Vitoria, nombre homólogo al de la universidad que dicha congregación tiene en España.
La universidad mantuvo un fuerte lazo con la Universidad Finis Terrae, que se derivó en su posterior fusión con esta, que comenzó en diciembre de 1999, y que finalizó en 2002. A su cierre, la Universidad Francisco de Vitoria tenía 5 carreras y una matrícula de 610 alumnos.